# Clare Calbraith
Clare Michelle Calbraith (* 1. Januar 1974 in Winsford, Cheshire) ist eine britische Schauspielerin.

## Leben
Calbraith ist in Liverpool und Cheshire aufgewachsen. Sie besuchte das Royal Welsh College of Music & Drama in Cardiff. Sie hat in vielen Fernsehserien mitgewirkt.
Von 2011 bis 2013 spielte sie in der 3. und 4. Staffel von Vera – Ein ganz spezieller Fall die Figur Rebecca Shepherd.

## Filmografie
| Jahr      | Titel                                  | Rolle                      | Bemerkungen                         |
| --------- | -------------------------------------- | -------------------------- | ----------------------------------- |
| 1999      | Casualty                               | Tanya Hardie               |                                     |
| 2000      | Black Cab                              | Sara                       |                                     |
| 2000–2002 | Heartbeat                              | Dr Tricia Summerbee        |                                     |
| 2005      | The Night Detective (55 Degrees North) | Beth Robson                |                                     |
| 2005      | Holby City                             | Clare Given                |                                     |
| 2005      | Coronation Street                      | Robyn                      | (18 Episoden)                       |
| 2005      | The Bill                               | Nicci                      |                                     |
| 2006      | EastEnders                             | DI Skillen                 |                                     |
| 2009      | George Gently                          | Helen Donovan              |                                     |
| 2011      | Downton Abbey                          | Jane Moorsum               | 12. – 15. Folge                     |
| 2011      | The Shadow Line                        | Laura Gabriel              |                                     |
| 2012      | Inspector Barnaby                      | Catrina Harper             | 92. Episode: Sonne, Mord und Sterne |
| 2013      | Mindscape                              | Jaime                      |                                     |
| 2013      | Vera                                   | DC Rebecca 'Shep' Shepherd | 3. und 4. Staffel                   |
| 2014      | Silent Witness                         | Lizzie Kennedy             | 151. Episode: Fraternity            |
| 2015      | Home Fires                             | Steph Farrow               |                                     |
| 2016      | Inspector Banks                        | Alice Finn                 |                                     |
| 2017      | Broken                                 | Mariella                   |                                     |
| 2017      | Requiem                                | PS Graves                  |                                     |
| 2018      | The Innocents                          | Deborah Hale               |                                     |
| 2018      | The Alienist                           | Mrs. Zweig                 |                                     |
| 2019      | Baptiste                               | Clare                      |                                     |
| 2024      | Unschludig – Mr. Bates gegen die Post  |                            | vierteilige Miniserie               |